# Thành phố Luân Đôn
Thành phố Luân Đôn (tiếng Anh: City of London) là một khu vực nhỏ ở trung tâm Đại Luân Đôn, Liên hiệp Anh. Đó là khu lõi lịch sử của vùng thủ đô Luân Đôn, bao quanh Thành phố là khu vực đô thị hiện đại phát triển và đã có tư cách thành phố kể từ thời xa xưa. Các ranh giới của thành phố gần như không thay đổi kể từ thời Trung cổ bây giờ chỉ là một phần nhỏ của vùng thủ đô Luân Đôn, mặc dù vẫn là một phần đáng chú ý của trung tâm Luân Đôn. Nó thường được gọi là thành phố (thường được viết trên các bản đồ là "Thành phố"), hoặc Dặm Vuông, vì nó chỉ có diện tích hơn một dặm vuông (1,12 dặm vuông/2,9 km²). Những thuật ngữ này cũng thường được sử dụng để nói về ngành công nghiệp dịch vụ tài chính của Liên hiệp Anh nổi tiếng trong lịch sử cho đến nay - vốn bắt nguồn từ khu vực này.
Trong thời Trung cổ, Thành phố đã bao gồm toàn bộ thủ đô Luân Đôn. Thuật ngữ "Luân Đôn" ngày nay dùng để chỉ một khu vực đại đô thị rộng lớn hơn nhiều tương ứng với Đại Luân Đôn, một khu vực chính quyền địa phương bao gồm 32 khu tự quản Luân Đôn và Thành phố Luân Đôn. Chính quyền địa phương của Thành phố, Hội đồng Thành phố Luân Đôn, là một chính quyền địa phương đặc biệt ở Liên hiệp Anh. Hội đồng có một số trách nhiệm không thường lệ so với các chính quyền địa phương khác ở Anh, và có cơ quan cảnh sát riêng của Thành Thà, bên cạnh Cảnh sát Đô thành của Đại Luân Đôn. Hội đồng Thành phố Luân Đôn cũng đặc biệt ở chỗ chịu trách nhiệm và có quyền sở hữu vượt ngoài ranh giới của Thành phố. Hội đồng được điều hành bởi Tổng Thị trưởng Thành phố Luân Đôn (Lord Mayor of the City of London), một chức vụ riêng biệt (và lâu đời hơn) Thị trưởng Luân Đôn (Mayor of London) của Đại Luân Đôn.